# Pfarrkirche Haiming

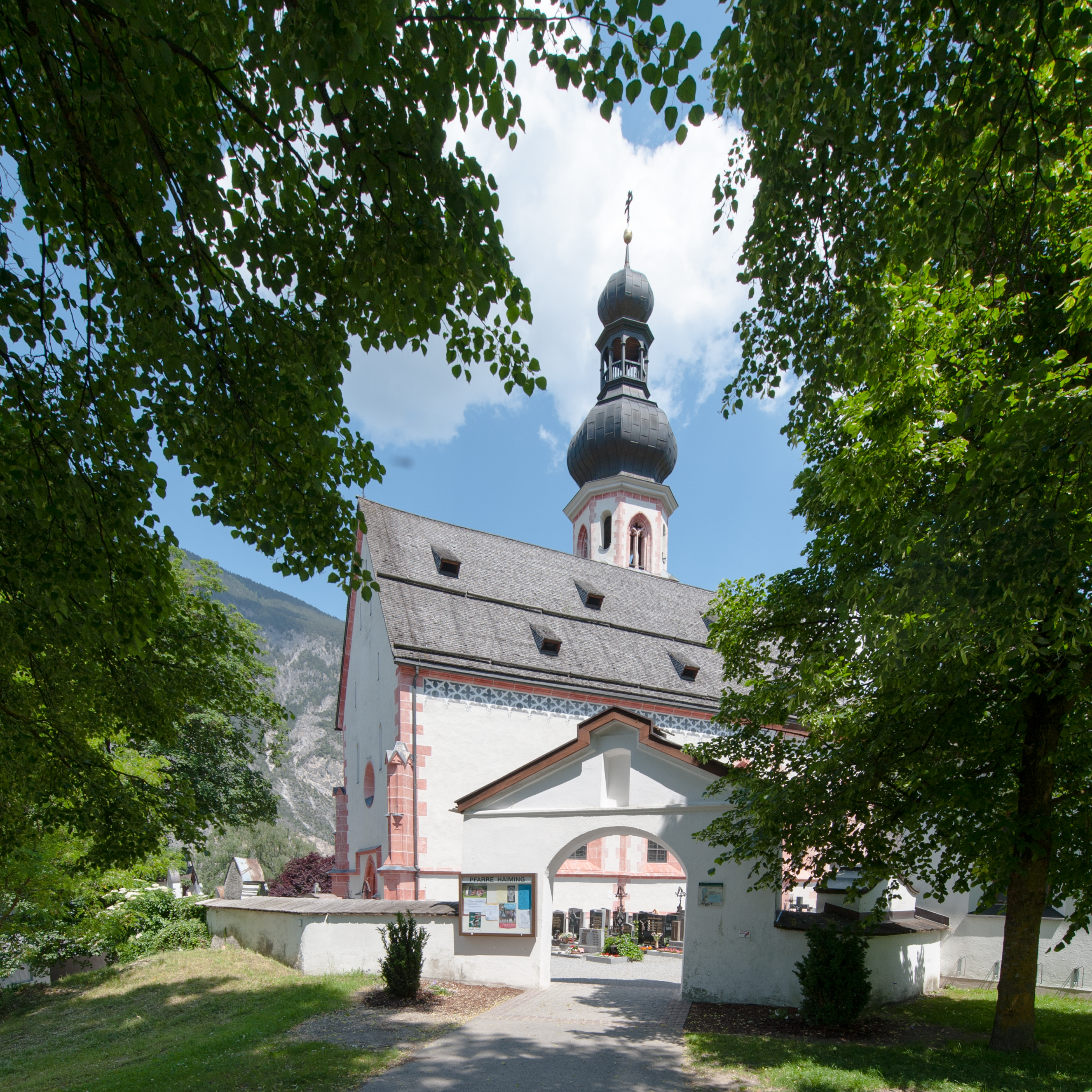
Kath. Pfarrkirche zum Hl. Chrysanth und zur Hl. Daria in Haiming

Die römisch-katholische Pfarrkirche Haiming befindet sich im Ort Haiming in der Gemeinde Haiming im Bezirk Imst in Tirol. Die Pfarrkirche zum Hl. Chrysanthus und zur Hl. Daria gehört zum Dekanat Silz in der Diözese Innsbruck. Das Gebäude steht unter Denkmalschutz (Listeneintrag).

## Geschichte
Der gotische Kirchenbau wurde am 10. Juli 1384 durch Bischof Albert Episcopus Godenensis zu Ehren des Hl. Apostels Jakobus d. Ä. und des Hl. Märtyrers Chrysanthus geweiht. Am 15. Juni 1398 wurde der „Chrysanthus-Capelle“ zu Haiming ein Ablassbrief durch Jakobus ep. Castoriensis gewährt. 1401 schloss der Pfarrer von Silz mit der Filialgemeinde einen Vertrag, demzufolge an allen Samstagen des Jahres und an jedem zweiten Mittwoch von der Mutterkirche Silz aus in Haiming eine heilige Messe gelesen werden sollte. Am 15. Juni 1486 wurde schließlich die erste Urkunde über die Errichtung einer Kaplanei in Haiming ausgestellt. Die Kirche wurde 1511 erweitert und 1517 neu geweiht. Der am eingezogenen Chor stehende Nordturm wurde 1599 durch einen Blitzschlag zum Teil zerstört. 1663 wurde die Seelsorge Haiming zur Kuratie erhoben. Nach einem Brand wurde die Kirche im Jahr 1761 mit einer Entfernung der Gewölberippen wiederhergestellt. Am Turm wurde zum Ende des 18. Jahrhunderts im Glockengeschoß Zwillingsfenster mit Maßwerk eingebaut, darauf ein achtseitiges Geschoß mit zweibahnigen Maßwerkfenstern gesetzt und der Turm mit einer Zwiebel mit Laterne abgeschlossen. Die Sakristei wurde im Osten angebaut. 1891 wurde die Kirche schließlich zur Pfarre erhoben. Von 1907 bis 1908 wurde die Kirche nach Plänen des Architekten Peter von Stadl regotisiert.

## Architektur

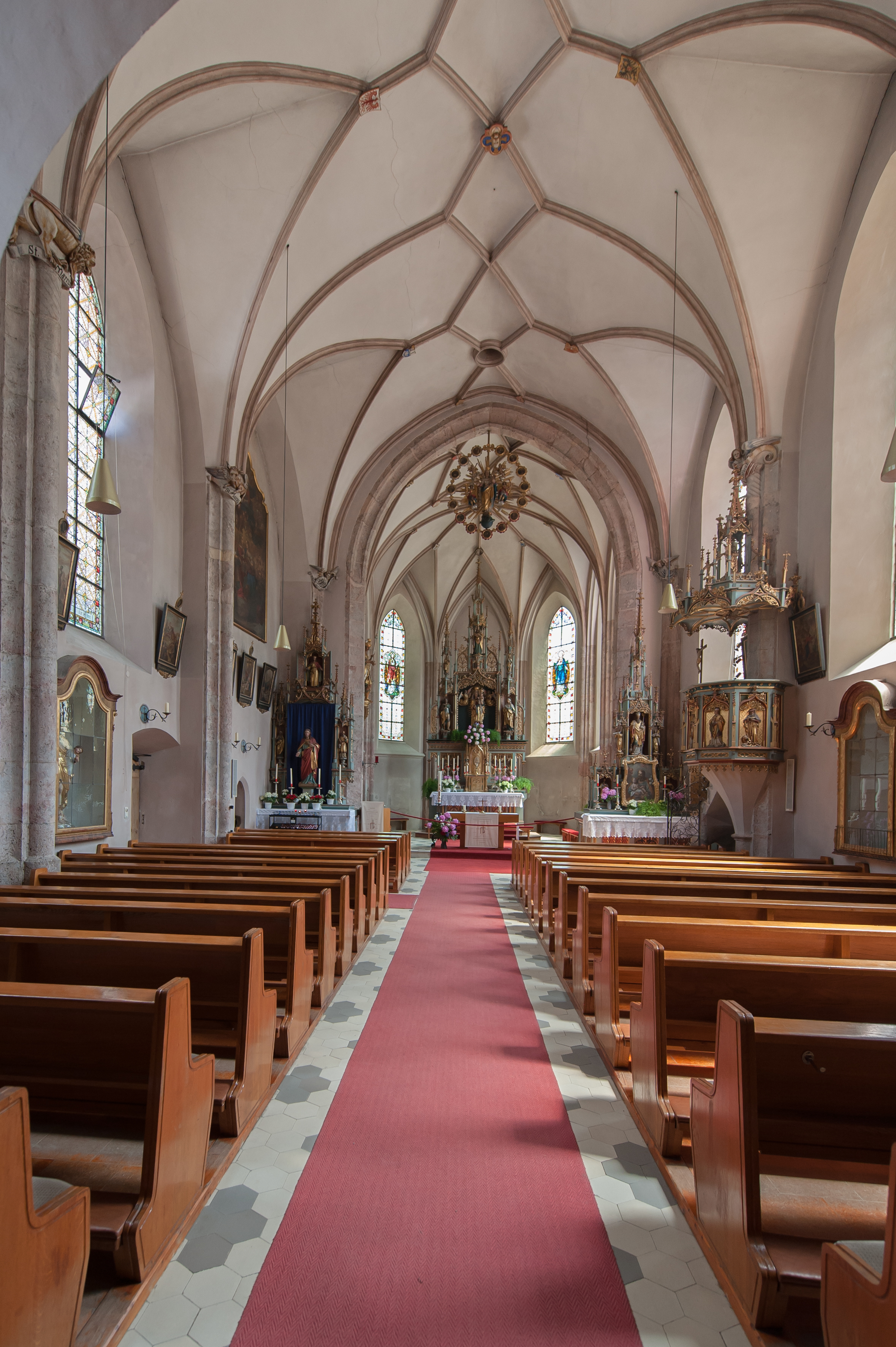
Innenansicht, Blick zum Chor

### Kirchenäußeres
Das Langhaus und der Chor zeigen sich mit Dreiecklisenen, einem umlaufenden Sohlbankgesims und einem Sockelgesims. Die Spitzbogenfenster haben Verstäbungen in der Bogenkrümmung. Das spitzbogige Nordportal ist gekehlt und verstäbt. Die Strebepfeiler an der mit Blendmaßwerk gegliederten Westfront sich übereck gestellt. Die Westfassade hat gotischen Kreisfenster und ein verstäbtes Spitzbogenportal und Konsolen und Wappen. An der Nordseite des Langhauses sind spätgotische Reste einer Wandmalerei Christus fällt unter der Kreuzeslast aus dem 16. Jahrhundert und eine barocke Malerei Christophorus.

### Kircheninneres
Das vierjochige Langhaus und der Chor haben Stichkappentonnengewölbe mit Rippen aus dem 19. Jahrhundert. Die Wandpfeiler mit Runddiensten sind gotisch. Die zweigeschoßige Westempore steht auf Steinsäulen und ist gotisch mit Stichkappentonnen unterwölbt. Der spitzbogige Triumphbogen ist im Bogen gekehlt. Der einjochige Chor mit einem Fünfachtelschluss hat ein Sohlbankgesims und nördlich ein rundbogiges gekehltes Portal mit einer Eisenplattentür. In den südlichen Fenstern des Chores sind Wappenscheiben der Familie Freundsberg mit 1521 bezeichnet. Die Wandmalerei an der südlichen Langhauswand Anna selbdritt ist mit 1511 bezeichnet.

## Ausstattung
Der freistehende Hochaltar ist ganz im Stil der Neugotik gehalten. Nur die Muttergottesstatue wurde bei der Restaurierung 1962 gegen die spätgotische der Friedhofskapelle ausgetauscht. Die neugotische Statue von Adolf Vogl steht in der neugebauten Friedhofskapelle. Links und rechts der Madonna befinden sich die Figuren der Kirchenpatrone Chrysanth und Daria. In den Baldachinen des Aufsatzes stehen in der Mitte die Figur Christi mit dem Lamm, links die Figur der Hl. Katharina, rechts der Hl. Barbara. In den Nebenflächen des Tabernakels sind fein gearbeitete Reliefs von Adolf Vogl zu sehen: links die Anbetung der Hirten und rechts das letzte Abendmahl.
Der linke Seitenaltar stellt die Himmelfahrt Mariens dar, darüber Christkönig, als Seitenfiguren links Elisabeth und rechts Zacharias. Für den rechten Seitenaltar blieb aus der Unregelmäßigkeit der Anlage der Kirche um einen halben Meter weniger Platz. Klemens Raffeiner löste diese Schwierigkeit durch die Konstruktion eines besonders schlanken Altaraufbaues. In der Mitte des rechten Seitenaltars ist ein Tabernakel, in den am Gründonnerstag das Allerheiligste bis zur Auferstehungsfeier übertragen wird. Links davon ist der Hl. Josef zu sehen und rechts der Hl. Antonius. Über dem Tabernakel steht der Hl. Martin mit der Gans. Er wird links und rechts von zwei musizierenden Engeln begleitet, die sich auf zierlichen Säulen befinden. Im Altartürmchen befindet sich ein Kruzifix.